# VOOC

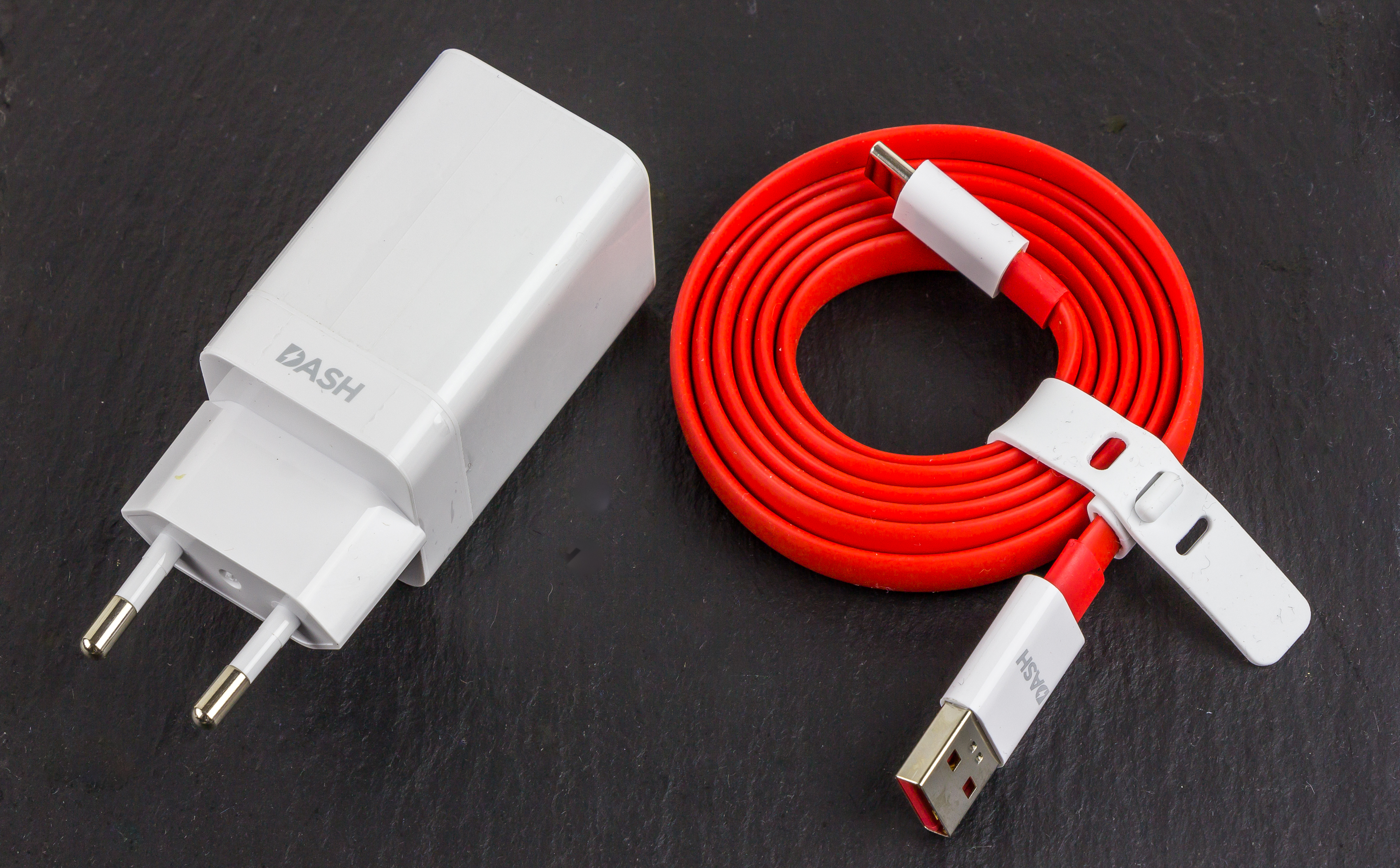
Cargador de C.A. de VOOC con cable de carga USB de OnePlus

El sistema VOOC (Voltage Open Loop Multi-step Constant-Current Charging: Carga de Bucle Abierto de Voltaje a corriente constante)  es una tecnología de carga rápida propietaria creada por OPPO Electronics, que, actualmente, es capaz de cargar dispositivos fabricados por OPPO desde el 0 al 75% de su capacidad en solo 30 minutos.

## OnePlus' Dash Charge
Debido a que VOOC es una tecnología patentada, solo los dispositivos fabricados por OPPO lo admiten oficialmente, aunque OPPO ha licenciado el sistema VOOC a la empresa del mismo grupo, OnePlus, que comercializa la misma tecnología con el nombre "Dash Charge". Con otros futuros modelos por salir, de momento, Dash Charge es compatible con los modelos 3, 3T, 5, 5T y 6 de OnePlus; la compañía afirma que el sistema puede almacenar en media hora "la carga necesaria para todo un día ".

## Funcionamiento
A diferencia de la tecnología QuickCharge de Qualcomm o la mCharge de Meizu, que aumentan el voltaje durante la carga rápida, el sistema VOOC funciona a una tensión de 5V estándar pero utiliza una corriente de carga más alta que la estándar del USB 2.0.   De hecho, el sistema VOOC opera a 5V y 4A. Para transferir corrientes superiores a 4 A, VOOC requiere un adaptador de C.A. especial y un cable especial. Según informa el fabricante, la tecnología de carga rápida VOOC reduce la temperatura del adaptador de carga y utiliza una interfaz propietaria entre el adaptador y el teléfono, lo que mejora tanto la velocidad como la seguridad de la carga.

## Dispositivos
Actualmente, los dispositivos siguientes son compatibles con VOOC Flash Charge:
- OPPO F3 Plus
- OPPO R11[8]
- OPPO R15
- OPPO R15 Pro
- OPPO R17 Pro
- OPPO R11s Plus
- OPPO R11s
- OPPO R11 Plus
- OPPO R11[9]
- OPPO R9s Plus
- OPPO R9s
- OPPO R9 Plus
- OPPO R9
- OPPO F1 Plus
- OPPO R7 Plus
- OPPO R7s
- OPPO R7
- OPPO R5
- OPPO N3
- OPPO Find 7
- OPPO Find 7a
- OPPO F9 Pro
- OPPO F9
- OPPO A3s[10]
- OPPO A9

## Compatibilidad entre sistemas
Numerosas otras compañías tienen sus propias tecnologías competitivas, entre ellas: MEIZU Mcharge, Quickcharge de Qualcomm,  Mediatek Pump Express, y Motorola TurboPower.
Para aprovechar la rapidez de Quick Charge (o de cualquiera de los otros sistemas), tanto el host que proporciona la alimentación como el "dispositivo a cargar" deben estar preparados para una carga rápida y deben ser compatibles entre sí: Conectando un estándar con otro distinto se consigue una simple carga lenta.